# 中葡和好通商条約
中葡和好通商条約（ちゅうポわこうつうしょうじょうやく / ポルトガル語: Tratado de Amizade e Comércio Sino-Português）、または中葡北京条約、葡清条約は、中国の清朝政府とポルトガル王国が1887年に結んだ 不平等条約であった。

## 概要
1887年に結んだ不平等条約であった。条約は中華民国外交部が保管していたが、現在は国立故宮博物院に収容されている。
1887年（清光緒13年）、中葡和好通商条約が結ばれ、清朝はポルトガルが永遠にマカオを治めることに書面で同意し、ポルトガルはマカオを第三国に譲らないことを約束したが、ポルトガルが占有したマカオの範囲を確立しなかった。
1928年に国民政府は条約を廃止した。

## 参考
1. ↑  マカオ四百年の歴史を振り返る
2. ↑  香港に続くマカオの中国返還